# Karen-Pahlav
Les Karen-Pahlav ou Maison de Kāren sont une des sept familles nobles (ou clan) de l'époque parthe et sassanide. 

## Généalogie

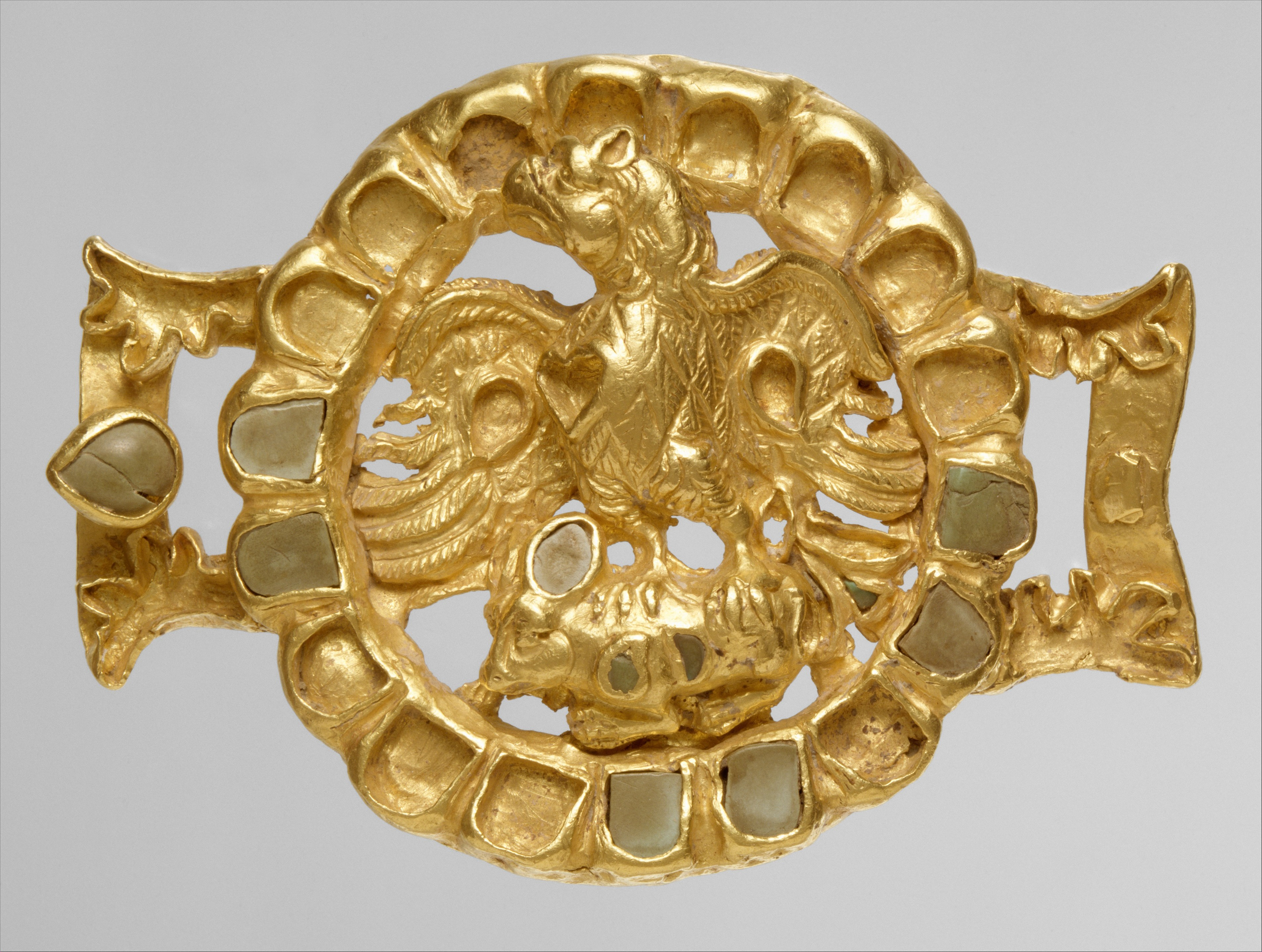
Fermoir avec un aigle et sa proie, considéré par Ernst Herzfeld comme appartenant à l'origine à la Maison de Karen.

Aussi appelée Karenas, Karan-Vands, ou Karen-Pahlevi, cette famille se réclame de la descendance de Karen, un personnage de la mythologie iranienne, lui-même fils de Kaveh le Forgeron. Selon l'historien Tabari, le siège de ce clan se situait à Nahavand dans l'antique Médie.
Selon l'historien Cyrille Toumanoff, les Karenas historiques descendent d'un des Arsacides. En effet, Moïse de Khorène écrit que : « Arschavir (un arsacide) avait trois fils et une fille : l’aîné était le roi Ardaschès lui-même, le second Garèn (Karen), le troisième Sourèn, et leur sœur appelée Goschm [...] », et il précise : « Artachês leur concède des cantons et anoblit leurs lignées en leur donnant le nom de chacun d'eux...de façon qu'il s'appellent ainsi: Karên Pahlav,  Sourên Pahlav, et leur sœur, Asbahaped Pahlav [...] » 